# Fanfiction
Una fanfiction o fan fiction (anche abbreviato in fanfic o fic) è un'opera di finzione amatoriale scritta dai fan prendendo come spunto le storie o i personaggi di un'opera originale, sia essa letteraria, cinematografica, televisiva, o appartenente a un altro medium espressivo.
Il termine è in uso almeno dagli anni Trenta del Novecento, ma come fenomeno si è sviluppato negli anni Sessanta con l'apparizione, su alcune fanzine, di racconti e romanzi ispirati a Star Trek che conobbero una circolazione nel mondo del fandom, anche se non mancano esempi più remoti di manifestazioni di questo genere, come alcuni racconti apocrifi di Sherlock Holmes scritti da ammiratori del personaggio. La loro diffusione è aumentata con l'arrivo di Internet e la creazione di grandi comunità e archivi online.
A seconda delle leggi locali, le fanfiction possono anche qualificarsi come violazioni del diritto dell'autore originale. Gli atteggiamenti di questi ultimi hanno spaziato dall'indifferenza all'incoraggiamento al rifiuto, rispondendo occasionalmente con azioni legali.

## Etimologia
Il termine "fanfiction" (nella grafia "fan fiction") è in uso almeno dal 1939: la prima citazione nota è contenuta nella fanzine di fantascienza Le Zombie di Bob Tucker, che lo utilizza con connotazioni dispregiative opponendolo alla "pro fiction" degli scrittori professionisti. Appare anche nell'enciclopedia del gergo Fancyclopedia del 1944, che lo definisce come «finzione sui fan, o a volte sui professionisti, e occasionalmente coinvolge personaggi famosi da storie di fantascienza». Talvolta è utilizzato impropriamente per indicare opere fantasy pubblicate in una rivista realizzata da fan.

## Storia

### Prima del copyright
La pratica di espandere storie già esistenti ha le sue radici nella tradizione orale, ed è diventata sempre più comune fino a esplodere durante l'età elisabettiana. Shakespeare stesso ha basato Romeo e Giulietta, Molto rumore per nulla, Otello, Come vi piace e Il racconto d'inverno su opere in prosa di contemporanei o altri autori per lui recenti. La tradizione di prendere in prestito le opere dei predecessori è proseguita incontrollata per duecento anni grazie all'inesistenza del copyright e del fair use, finché nel 1710 il Regno di Gran Bretagna ha promulgato lo Statuto di Anna, la prima legge sul copyright della storia, e altri Paesi hanno cominciato ad adottare disposizioni simili.
La pubblicazione di storie riscritte non si è comunque fermata: nei tardi anni 1860, i finali delle opere di Lewis Carroll venivano regolarmente rivisitati dai fan, che scrivevano intere parodie su di essi. Tra la letteratura ottocentesca che ha riprodotto contenuti non autorizzati dall'autore originale figura I poteri delle tenebre di Valdimar Ásmundsson, traduzione islandese di Dracula di Bram Stoker che ne modifica gli eventi. Jane Austen è tradizionalmente una delle autrici più rielaborate, e Vecchi amici e nuovi amori di Sybil G. Brinton (1913) è il primo sequel riconosciuto delle sue opere. Numerosi sono anche i racconti apocrifi di Sherlock Holmes, come L'avventura dei due collaboratori di J. M. Barrie. Altri esempi includono La macchina dello spazio di Christopher Priest (1976, basato su La guerra dei mondi di H. G. Wells), La notte dei Morlock di K. W. Jeter (1979, La macchina del tempo, sempre di Wells), Una nuova Alice nel vecchio Paese delle Meraviglie (1895) di Anna M. Richards (Le avventure di Alice nel Paese delle Meraviglie di Lewis Carroll), e Il grande mare dei Sargassi (1966) di Jean Rhys (Jane Eyre di Charlotte Brontë).

### Popolarizzazione conStar Trek
Il fenomeno moderno delle fanfiction ha avuto origine con l'avvento dei media e della televisione negli anni 1960 all'interno dei fandom di serie televisive come Star Trek e tra gli appassionati di fantascienza per identificare le storie scritte in un contesto semi o non professionale per essere pubblicate su periodici a basso costo o fanzine, la prima delle quali è stata Spockanalia (1967). Per molti Do-It-Yourself Star Trek –the Fan Fiction di Jaqueline Lichtenberg, Sondra Marshak e Joan Winston è stata il primo contatto con una fanfiction. Nei tardi anni Sessanta, un gruppo prevalentemente femminile si è staccato dal fandom della fantascienza, definendosi semplicemente "fandom dei media", e ha iniziato a scrivere storie non destinate alla pubblicazione, ma alla circolazione e alla condivisione interna con un pubblico di affiliati.
Negli anni Ottanta, in Giappone, le popolari dōjinshi, riviste contenenti manga e romanzi autoediti, hanno iniziato a raccogliere sempre più parodie di serie già esistenti. Note come aniparo, erano spesso utilizzate per narrare storie romantiche tra i personaggi di opere celebri come Lamù e Capitan Tsubasa.

### Diffusione tramite Internet
L'avvento del World Wide Web ha modificato il metodo di distribuzione delle fanfiction rendendole mainstream, e sono venute a crearsi grandi comunità online tramite BBS, Usenet, mailing list, blog, piattaforme giornalistiche, Twitter e Tumblr. Nel 1998 ha aperto il sito no-profit FanFiction.Net, che ha permesso a chiunque di caricare contenuti per qualsiasi fandom. Le possibilità di autopubblicare in un archivio comune facilmente accessibile e di recensire le storie direttamente sul sito sono diventate popolari abbastanza rapidamente. Nel 2007, il tentativo della compagnia FanLib di monetizzare le fanfiction attraverso un sito web ha portato alla fondazione della non profit Organization for Transformative Works e all'apertura della raccolta online Archive of Our Own. Secondo una stima, nel 2008 le fanfiction occupavano un terzo dei contenuti creati attorno a un'opera letteraria.
In Italia, il sito di riferimento è stato all'inizio l'IM-FA (Italian Multi-Fiction Archive) e, dal 2001, EFP (Erika's Fanfiction Page). Il predominio dei siti italiani nel fandom italiano si è mantenuto fino all'inizio degli anni 2010, quando i modelli internazionali con interfacce e possibilità di pubblicazione in diverse lingue hanno assunto più attrattiva.
Internet ha reso i fandom più visibili sia a potenziali nuovi appassionati, sia agli interessi commerciali, e compagnie come Wattpad e Amazon hanno creato dei modelli di business costruiti esplicitamente attorno alle fanfiction. Negli anni 2010 alcune celebri opere scritte da fan sono state pubblicate formalmente, anche se con modifiche ai nomi dei personaggi per non incorrere in problemi di copyright: Cinquanta sfumature di grigio di E. L. James era in origine una fanfiction di Twilight di Stephenie Meyer, mentre After di Anna Todd aveva come protagonista la boy band inglese One Direction. Il 22 maggio 2013, Amazon ha aperto Kindle Worlds, permettendo la vendita di fanfiction appartenenti a determinati media, ma con rigorose restrizioni, come il bando su pornografia, contenuti offensivi, crossover e violazioni di copyright.

## Demografia
Le fanfiction sono scritte e lette prevalentemente da donne e da soggetti non binari, la maggior parte dei quali s'identifica come non eterosessuale. L'accademica Camille Bacon-Smith ritiene che «colmino il bisogno di un pubblico prevalentemente femminile di storie di finzione che espandano i confini dei prodotti d'origine ufficiali offerti in televisione e sugli schermi cinematografici», argomentando che scriverle attivi una comunità femminile alternativa dove possono dare voce al dolore e alle vulnerabilità la cui espressione nella vita viene negata specialmente alle donne. Per altri, è un riflesso dell'emarginazione dal materiale di partenza stesso del pubblico femminile, il quale reimmagina media originariamente destinati a un pubblico maschile per allinearli agli ideali femminili. Lo studioso di cultura dei fandom Henry Jenkins ritiene che le fanfiction siano scritte «spesso rielaborando le convenzioni di genere per mettere in primo piano le loro esperienze comuni di donne in una società patriarcale o reinventando personaggi maschili per ripensare a come il romanticismo potrebbe funzionare sulla base di una maggiore uguaglianza». Analogamente, diversi pareri accademici concordano che il genere slash riguardi non tanto l'omosessualità, ma sia invece un'esplorazione dell'amore ideale desiderato dalle donne (egualitario e libero da ruoli di genere), ma difficile da scrivere come eterosessuale.

## Caratteristiche
Autori e fruitori di fanfiction utilizzano una lunga serie in costante evoluzione di vocaboli tipici della cultura fandom, chiamati "meta". Primariamente, "canon" indica gli eventi, l'universo, l'ambientazione e i personaggi presenti nell'opera originale, mentre "fanon" quelli creati dalla comunità dei fan, come particolari interpretazioni di un determinato personaggio.
Le fanfiction tendono a esplorare aspetti alternativi dei personaggi oppure dei mondi a cui questi appartengono, trasformandone l'identità sociale (come l'orientamento sessuale) e di classe (la professione). Molte sono erotiche, mettendo in discussione le supposizioni comunemente accettate su genere, sessualità e desiderio. Taluni scrivono deliberatamente "badfic" ("bad fiction", ovverosia "pessima fiction"), spesso di stampo parodistico, che può giocare con la figura di Mary Sue/Marty Stu, un personaggio originale bello, intelligente e avvenente che rappresenta una versione estremamente idealizzata dell'autore e mette in ombra i personaggi canonici.
Durante i primi decenni di esistenza delle fanfiction, gli autori hanno ricevuto riscontri dai lettori sul loro operato tramite le lettere inviate alle fanzine. Internet ha reso il processo più immediato, e le comunità online sono diventate gruppi di affinità in cui i partecipanti si fanno da mentori, e i feedback forniti non puntano a migliorare soltanto l'opera, ma anche la persona che la scrive, distinguendosi da altri siti che offrono recensioni. Inoltre, poiché in rete i giovani scrittori possono avere accesso a un pubblico più ampio che legga ciò che hanno scritto, si genera una migliore alfabetizzazione.

### Generi di fanfiction
I generi di fanfiction sono costantemente in aumento, adattandosi alle convenzioni letterarie, alle aspettative e ai desideri della comunità per cui sono scritte. Quelli principali sono tre:
- Gen, che non prevede relazioni romantiche tra i personaggi;
- Het, che si concentra su una relazione eterosessuale, inventata dall'autore o già presente nell'opera originale;
- Slash, che presenta una relazione omosessuale, solitamente basata su sottotesti percepiti come omoerotici dall'autore.

Esiste poi un numero di sottogeneri popolarmente riconosciuti, presentati singolarmente o combinati tra loro, i cui nomi indicano un insieme di narrative e aspettative tematiche. La serie originale di Star Trek è stata la fonte di molti dei principali tropi.
- AU (alternate universe): i personaggi vengono posti in un'ambientazione diversa da quella dell'opera originale;[52]
- Crossover: combina i personaggi di due fonti diverse in un'unica storia;
- Curtainfic: di ambientazione particolarmente domestica, con la coppia principale, spesso gay, che va a comprare delle tende;
- Deathfic: un personaggio principale muore;
- Episode fix: riscrive un evento canonico dandogli una diversa conclusione;
- Episode tag o Missing scene: continua lo sviluppo di una scena canonica;
- Fluff: una storia leggera che punta a lasciare un impatto emotivo tenero più che a portare avanti una trama;
- Hurt/comfort (h/c): un personaggio ferito viene confortato da un altro;
- Mpreg: prevede una gravidanza maschile;
- Omegaverse o A/B/O (alpha/beta/omega): attribuisce a personaggi umani alcuni tratti biologici dei canidi;
- Oneshot: storie lunghe un solo capitolo;
- PWP: acronimo di "porn without plot" ("porno senza trama") o "plot? What plot?" ("trama? Quale trama?");
- RPF (real person fiction): legata al fenomeno dello shipping, non coinvolge personaggi inventati, ma persone realmente esistenti come le celebrità.[53]

Una "songfic" è inframmezzata dalle parole di una canzone rilevante ai fini della storia. Secondo la professoressa Catherine Driscoll, è "una delle modalità meno illustri di produzione dei fan" e che "all'interno delle fanfiction l'eccessivo attaccamento o la messa in primo piano della musica popolare è di per sé liquidato come immaturo e derivato".

## Aspetti legali
Con l'entrata in vigore delle moderne leggi sul copyright, la legalità delle fanfiction è diventata oggetto di dibattito: l'Organization for Transformative Works sostiene la dottrina del fair use in virtù del fatto che le fanfiction senza scopo di lucro siano un processo creativo e trasformativo, mentre taluni ritengono che il fair use non sia applicabile, ponendole a tutti gli effetti come delle opere derivate, pertanto la loro produzione è stata spesso fonte di controversie legali. Esistono tuttavia delle eccezioni al diritto d'autore: ad esempio, il diritto di scrivere parodie – a scopo di satira e critica – è assicurato dalle leggi in molti Paesi del mondo.
Alcuni autori hanno incoraggiato le fanfiction, come J. K. Rowling, che nel 2004 si è detta "lusingata" che le persone volessero scrivere le proprie storie basate sui suoi personaggi. L'anno precedente, tuttavia, uno studio legale britannico rappresentante Rowling e Warner Bros. aveva chiesto la rimozione delle storie di Harry Potter «con contenuti graficamente violenti e sessuali», citando il timore che i bambini potessero imbattersi in contenuti illeciti. In risposta, i webmaster di diversi siti web si erano appellati al fair use e allo status di racconti non professionali per giustificare il loro diritto a continuare a ospitarle. Nel 2014, esistevano già quasi 750.000 reinterpretazioni di Harry Potter.
Orson Scott Card, che inizialmente aveva sostenuto che «scrivere fiction utilizzando i miei personaggi è moralmente identico a trasferirsi in casa mia senza invito e a buttare fuori la mia famiglia», ha in seguito cambiato completamente idea, dichiarando che «Ogni pezzo di fanfiction è una pubblicità per il mio libro. Che razza di idiota sarei per volere che scompaia?».
Non tutti gli autori, tuttavia, gradiscono che le proprie idee vengano utilizzate da altri e vietano esplicitamente la pubblicazione di racconti originali che abbiano per protagonisti i personaggi dei propri libri. Il primo scontro legale riconosciuto tra gli scrittori di fanfiction e i detentori del copyright si è verificato nel giugno 1977 quando la Paramount ha inviato una diffida a Linda Maclaren e Gina Martin, editrici di una fanzine di Star Trek; l'azienda ha poi abbandonato il caso quando ha appreso che non si trattava di una pubblicazione professionale. Nel 1981, la Lucasfilm ha inviato una lettera a diversi editori di fanzine affermando i propri diritti su tutti i personaggi di Guerre stellari e insistendo che non pubblicassero pornografia, alludendo a possibili azioni legali contro i trasgressori. Nel 2009, una sentenza della corte distrettuale degli Stati Uniti ha impedito permanentemente la pubblicazione nel Paese di un romanzo svedese avente per protagonista un settantaseienne Holden Caulfield da Il giovane Holden di J. D. Salinger. Anne Rice si è regolarmente e aggressivamente opposta alle fanfiction basate su Intervista col vampiro e Cronache dei vampiri, chiedendone la rimozione da FanFiction.Net, così come Anne McCaffrey e Raymond Feist. George R. R. Martin ne ha sostenuto lo status di violazioni di copyright.